# The Encyclopedia of Science Fiction
The Encyclopedia of Science Fiction (SFE) ist ein in englischer Sprache erscheinendes Nachschlagewerk für Literatur aus dem Science-Fiction-Genre, das mit Unterstützung von Victor Gollancz Ltd. herausgegeben wird. Es erschien erstmals 1979 in Buchform. Die 2011 erschienene dritte Ausgabe steht kostenlos online zur Verfügung.

## Geschichte
Die Arbeiten an dem Nachschlagewerk begannen nach einer Idee von Peter Nicholls im Jahr 1975. Das Werk versteht sich als laufendes, ständig aktualisiertes Projekt. Weitere Mitarbeiter sind John Clute, David Langford und Graham Sleight (Victor Gollancz Ltd.) Die erste Ausgabe erschien 1979 als Buch im Verlag Doubleday. Eine zweite Ausgabe wurde 1993 im Verlag Orbit Books als Buch und 1995 als CD-ROM herausgegeben. Auf der Grundlage des überarbeiteten Datenbestands der CD-ROM erschien die dritte Ausgabe im Oktober 2011 als Online-Nachschlagewerk, da die 1,3 Millionen Worte umfassende Ausgabe von 1993 nach Ansicht der Herausgeber die Grenze der Vermarktbarkeit erreicht hatte. Eine erneute Buchausgabe ist nicht vorgesehen. Nach eigenen Angaben umfasst die Enzyklopädie mit Stand vom März 2017 über 17.000 Einträge bei 5,3 Millionen Wörtern. Eine Benutzungsgebühr wird nicht erhoben.

## Auszeichnungen
- Locus Award 1980 in der Kategorie „Best Related Non-Fiction Book“[3]
- Hugo Award 1980 in der Kategorie „Best Related Non-Fiction Book“[4]
- Sonderpreis des British Science Fiction Association Award 1993[5][6]
- Hugo Award 1994 in der Kategorie „Best Related Non-Fiction Book“[7]
- Hugo Award 2012 in der Kategorie „Best Related Work“[8]

## Ausgaben
- Peter Nicholls, John Clute: The encyclopedia of science fiction : an illustrated A to Z. Granada, London 1979, ISBN 0-246-11020-1. Amerikanische Ausgabe: Doubleday, New York 1979, ISBN  0-385-14743-0.
- John Clute, Peter Nicholls, Brian Stableford: The encyclopedia of science fiction. Orbit, London 1993, ISBN 1-85723-124-4.
- John Clute, Peter Nicholls: Science Fiction : the multimedia encyclopedia of science fiction. CD-ROM-Ausgabe. Grolier Electronic Publishing, Danbury, Connecticut 1995, ISBN 0-7172-3999-3.
- John Clute, Peter Nicholls: The encyclopedia of science fiction. Orbit, London 1999, ISBN 1-85723-897-4 (erweiterte Fassung der Orbit-Ausgabe von 1993 ohne das zusätzliche Material der CD-ROM-Fassung).
- John Clute, David Langford, Peter Nicholls, Graham Sleight: The encyclopedia of science fiction. Third edition. Online-Ausgabe. 2011 ff.